# Oecomys superans
Oecomys superans é uma espécie de roedor da família Cricetidae.
É encontrado ao longo da encosta leste do Andes no sul da Colômbia, Equador e Peru e leste na Amazônia, incluindo
Brasil. Sua distribuição é pouco conhecida, e isso também pode ocorrer mais ao sul, na Bolívia.